# Callum Booth (Fußballspieler)
Callum Booth (* 30. Mai 1991 in Stranraer) ist ein schottischer Fußballspieler, der beim FC Spartans unter Vertrag steht.

## Karriere

### Verein
Callum Booth wurde in Stranraer geboren, zog aber im Alter von drei Jahren mit seiner Familie nach Haddington. Bis zum Jahr 2001 spielte er bei Haddington Athletic. Booth trat im Alter von 10 Jahren der Jugendakademie von Hibernian Edinburgh bei. Mit der U19-Mannschaft der „Hibs“ gewann er in der Saison 2008/09 die Ligameisterschaft und den Pokal. Booth unterschrieb nach diesem Erfolg einen Vertrag als Profi in Edinburgh, musste aber auf sein Debüt in der ersten Mannschaft bis in den Januar 2011 warten. Er wurde in der Saison 2009/10 zunächst an den schottischen Drittligisten FC Arbroath, und in der ersten Halbserie der Saison darauf innerhalb der Liga an Brechin City weiterverliehen. Sein Debüt bei den „Hibs“ gab Booth im Januar 2011 bei einer 0:1-Niederlage im schottischen Pokal gegen Ayr United. Nachdem er bei seinem Stammverein in der restlichen Spielzeit noch auf elf weitere Spiele und seinem ersten Tor gekommen war, wurde Booth ab der nächsten Spielzeit an den Zweitligisten FC Livingston verliehen. Bei dieser Leihstation konnte er sich einen Stammplatz erkämpfen. Auch ein Jahr später verbrachte Booth eine weitere Saison in der zweiten Liga als Leihspieler, als er für die Raith Rovers spielte. Mit den „Rovers“ gewann er den Challenge Cup im Finale gegen die Glasgow Rangers. Danach kehrte er für ein halbes Jahr zu den „Hibs“ zurück die mittlerweile in die zweite Liga abgestiegen waren und verbuchte insgesamt elf Spiele und ein Tor in der Scottish Championship. Ab Januar 2015 wurde Booth an den Erstligisten Partick Thistle verliehen. Im Anschluss an die Leihe verblieb er beim Verein in der Scottish Premiership. In den folgenden beiden Jahren war er noch Stammspieler, ehe er seinen Platz aufgrund einer Knieverletzung und der dreimonatigen Ausfallzeit in der ersten Elf verlor. Am Ende der Saison 2017/18 stieg er nach der Relegation mit der Mannschaft in die zweite Liga ab. Partick trennte sich daraufhin von einigen Spielern darunter Booth. Er unterschrieb kurz danach einen Zweijahresvertrag beim Zweitligisten Dundee United, den er bereits nach einem Jahr vorzeitig verließ. Nachdem er Dundee United verlassen hatte, vereinbarte Booth einen Zweijahresvertrag mit dem FC Bury, der nach Aufhebung eines Embargos für Transfers abgeschlossen werden sollte. Dieser wurde jedoch nicht aufgehoben und Bury wurde später aus der English Football League ausgeschlossen, sodass der Transfer nicht abgeschlossen wurde. Am 16. September 2019 unterschrieb Booth einen Vertrag bis Januar 2020 beim FC St. Johnstone. Im Dezember 2019 wurde sein Vertrag bis zum Saisonende verlängert.  Booth war einer von drei St. Johnstone-Spielern, die im Mai 2020 eine Vertragsverlängerung um sechs Monate unterschrieben. In der Saison 2020/21 gewann Booth mit den „Saints“ den Pokal und erstmals in ihrer Vereinsgeschichte den Ligapokal. St. Johnstone war erst der vierte schottische Verein der das Pokal-Double gewann.

### Nationalmannschaft

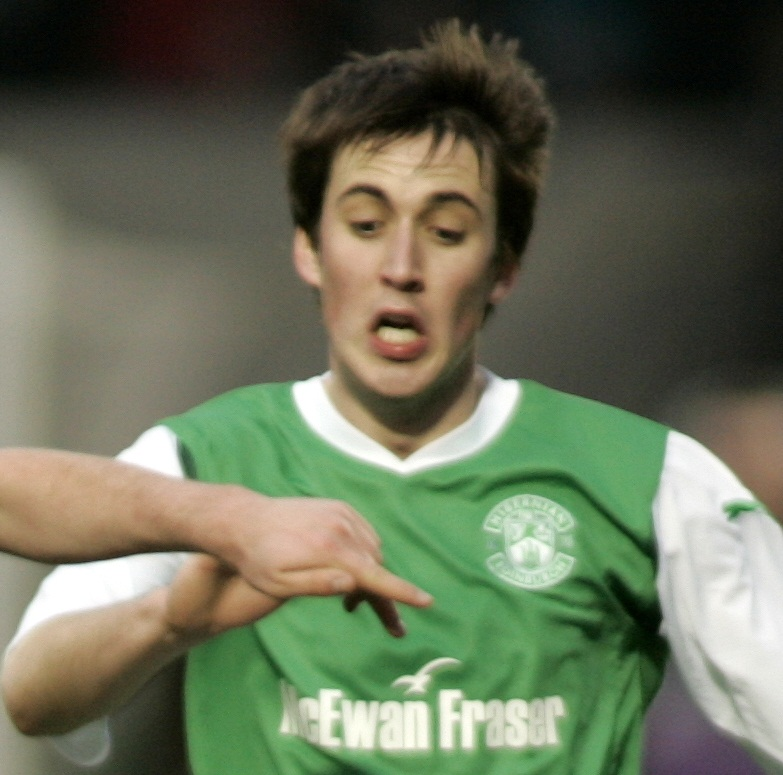
Booth im Trikot von Hibernian (2011)

Callum Booth spielte von 2008 bis 2010 dreizehnmal in der schottischen U19-Nationalmannschaft. Ab November 2010 spielte er ein Jahr lang in der U21, für die er vier Länderspiele absolvierte.